# Annamanum griseomaculatum
Annamanum griseomaculatum là một loài bọ cánh cứng trong họ Cerambycidae.